# Adolf Schimmelpfennig (Historiker)
Adolf Schimmelpfennig (* 14. November 1815 in Oels, Provinz Schlesien; † 2. September 1887 in Breslau) war ein deutscher Pastor und Bibliothekar. 

## Leben
Adolf Schimmelpfennig war ein Kind sehr armer Eltern und wuchs nach deren frühem Tod in dem Oelser Kinderhospital auf. Auf Grund seines Fleißes und seiner Fähigkeiten kam er auf das Oelser Gymnasium, machte sein Abitur und begann an der Schlesischen Friedrich-Wilhelms-Universität Breslau Evangelische Theologie zu studieren. Er legte 1838/39 die Prüfungen ab und wurde 1843 Pastor in Arnsdorf im Landkreis Strehlen. 1862 wurde er an der Philosophischen Fakultät der Universität Breslau promoviert. 1879 musste er seine seelsorgerische Tätigkeit aus gesundheitlichen Gründen aufgeben. Er zog nach Breslau, wo er eine Anstellung als Bibliothekar der Schlesischen Gesellschaft für vaterländische Kultur erhielt. Er lieferte u. a. für die Allgemeine Deutsche Biographie viele Lebensbeschreibungen schlesischer Theologen und Gelehrter.

## Schriften (Auswahl)
- Gregorii Nazianzeni carmen LIV, εἰς την ἐν ταις νηστειαις σιωπην. Dissertation Breslau 1862.
- Die evangelische Kirche Schlesiens im XVI. Jahrhundert. 1877
- Strehlen und der Rummelsberg. 1878
- Über die Altranstädter Convention und ihre Durchführung im Fürstenthum Brieg. In: Jahresberichte der Schlesischen Gesellschaft für Vaterländische Cultur. Band 62, 1884, S. 352–368.